# Santo Domingo (Ekwador)
Santo Domingo (pełna nazwa: Santo Domingo de Los Colorados) – miasto w Ekwadorze, położone w prowincji Santo Domingo de los Tsáchilas. Posiada około 276 tys. mieszkańców (2013).